# قائمة العطل الرسمية في فلسطين

## العطل الرسمية في فلسطين

### العطل الرسمية لموظفي الحكومة كافة
| المناسبة                                       | التاريخ         | مدة العطلة       |
| ---------------------------------------------- | --------------- | ---------------- |
| عيد الفطر السعيد                               | 1 شوال          | ثلاثة أيام       |
| عيد الأضحى المبارك                             | 10 ذو الحجة     | وقفة وأربعة أيام |
| رأس السنة الهجرية                              | 1 محرم          | يوم واحد         |
| ذكرى المولد النبوي الشريف                      | 12 ربيع الأول   | يوم واحد         |
| ذكرى الإسراء والمعراج                          | 27 رجب          | يوم واحد         |
| عيد الاستقلال                                  | 15 تشرين الثاني | يوم واحد         |
| عيد الميلاد المجيد الغربي                      | 25 كانون الأول  | يوم واحد         |
| رأس السنة الميلادية وانطلاقة الثورة الفلسطينية | 1 كانون الثاني  | يوم واحد         |
| يوم العمال العالمي                             | 1 ايار          | يوم واحد         |
| عيد الميلاد المجيد الشرقي                      | 7 كانون الثاني  | يوم واحد         |
| يوم المرأة العالمي                             | 8 آذار          | يوم واحد         |

### العطل الرسمية الخاصة بموظفي الحكومة من المسيحيين الشرقيين
| المناسبة                      | التاريخ                                                                               | مدة العطلة |
| ----------------------------- | ------------------------------------------------------------------------------------- | ---------- |
| عيد الميلاد المجيد            | 7 كانون الثاني                                                                        | يومان      |
| رأس السنة الشرقية             | 14 كانون الثاني                                                                       | يوم واحد   |
| عيد الغطاس                    | 19 كانون الثاني                                                                       | يوم واحد   |
| أحد الشعانين                  | هو الأحد السابع من الصوم الكبير والأخير قبل عيد الفصح وهو بداية اسبوع الآلام.         | يوم واحد   |
| عيد الغسل                     | يأتي يوم الخميس الذي يسبق الجمعة العظيمة.                                             | يوم واحد   |
| الجمعة العظيمة                | وهي يوم الجمعة التي تأتي بعد أحد الشعانين.                                            | يوم واحد   |
| سبت النور                     | السبت الذي يأتي بعد أحد الشعانين ويلي الجمعة العظيمة.                                 | يوم واحد   |
| عيد الفصح الشرقي"عيد القيامة" | يأتي يوم الأحد وهو متحرك بين يومي 4 نيسان و8 أيار حسب التقويم اليوناني ويلي سبت النور | يومان      |
| خميس الصعود                   | يلي هذا العيد عيد القيامة بأربعين يوما.                                               | يوم واحد   |
| أحد العنصرة                   | يأتي في اليوم الخمسين بعد عيد الفصح.                                                  | يوم واحد   |

### العطل الرسمية الخاصة بموظفي الحكومة من المسيحيين الغربيين
| المناسبة                      | التاريخ                                                | مدة العطلة |
| ----------------------------- | ------------------------------------------------------ | ---------- |
| عيد الميلاد المجيد            | 25 كانون الأول                                         | يومان      |
| رأس السنة للغربيين            | 1 كانون الأول                                          | يوم واحد   |
| عيد الغطاس                    | 6 كانون الثاني                                         | يوم واحد   |
| أحد الشعانين                  | يأتي يوم الاحد الاخير قبل عيد الفصح                    | يوم واحد   |
| الجمعة العظيمة                | وهي يوم الجمعة التي تأتي بعد أحد الشعانين              | يوم واحد   |
| سبت النور                     | السبت الذي يأتي بعد يوم الجمعة العظيمة                 | يوم واحد   |
| عيد الفصح الغربي"عيد القيامة" | متحرك بين يومي 22 آذار و25 نيسان حسب التقويم الغريغوري | يومان      |
| عيد الغسل                     | يوم الخميس الذي يسبق الجمعة العظيمة                    | يوم واحد   |
| خميس الصعود                   | يلي هذا العيد عيد القيامة بأربعين يوما.                | يوم واحد   |
| أحد العنصرة                   | يأتي في اليوم الخمسين بعد عيد الفصح                    | يوم واحد   |

### العطل الرسمية الخاصة بموظفي الحكومةمن أبناءالطائفة السامرية في الدوائر الحكومة
| المناسبة                       | التاريخ                                                                                                | مدة العطلة |
| ------------------------------ | --- | ---------- |
| عيد الفصح                      | يأتي في الرابع عشر من الشهر الأول العبري. وعادة يأتي بشهر نيسان أو أيار الميلادي من كل عام.            | يومان      |
| عيد الفطير"آخر أيام عيد الفصح" | يأتي في الخامس عشر من الشهر الأول العبري، أي اليوم التالي لعيد الفسح.                                  | يوم واحد   |
| عيد نزول التورة                | يأتي يوم الأربعاء بعد خمسة واربعون يوما من أول سبت يلي عيد الفسح                                       | يوم واحد   |
| عيد المعراج/ الحصاد            | يصادف يوم الأحد من كل عام، بعد خمسين يوماً من أول سبت يلي عيد الفسح، ويصادف دائماً بشهر حزيران الميلادي. | يوم واحد   |
| عيد رأس السنة العبرية          | يأتي في الأول من الشهر السابع العبري.                                                                  | يوم واحد   |
| عيد الغفران/ الصوم             | يأتي في العاشر من الشهر السابع العبري، أي بعد عشرة أيام من رأس السنة العبرية.                          | يومان      |
| عيد العرش/ المظلة              | يأتي في اليوم الخامس عشر من الشهر السابع العبري، ويلي يوم الصوم بخمسة أيام.                            | يوم واحد   |
| عيد نهاية الأعياد              | يأتي في السابع والعشرين من الشهر السابع العبري.                                                        | يوم واحد   |